# Тырнава (Врачанская область)
Тырнава (болг. Търнава) — село в Болгарии. Находится в Врачанской области, входит в общину Бяла-Слатина. Население составляет 2 568 человек.

## Политическая ситуация
В местном кметстве Тырнава, в состав которого входит Тырнава, должность кмета (старосты) исполняет Цветелина Теодосиева Кыслёвска (Коалиция в составе 3 партий: Национальное движение «Симеон Второй» (НДСВ), Земледельческий народный союз (ЗНС), ЗА ОБЩИНА БЯЛА СЛАТИНА,ПОЛИТИЧЕСКО ДВИЖЕНИЕ СОЦИАЛДЕМОКРАТИ) по результатам выборов правления кметства.
Кмет (мэр) общины Бяла-Слатина — Венцислав Велков Василев (Болгарская социалистическая партия (БСП)) по результатам выборов в правление общины.

## Образование и социальная сфера
- детский сад Обединено Детско Заведение "Вълка Николова Ташевска", названный в память о погибшей 8 октября 1944 года В. Ташевской (первой женщине-офицере вооруженных сил Болгарии)[2][3].